# Piriqueta venezuelana
Piriqueta venezuelana är en passionsblomsväxtart som beskrevs av M.M. Arbo. Piriqueta venezuelana ingår i släktet Piriqueta och familjen passionsblomsväxter. Inga underarter finns listade i Catalogue of Life.